# 蓬萊毛茛
蓬莱毛茛（学名：Ranunculus formosa-montanus），又名南湖毛茛、疏花毛茛，为毛茛科毛茛属下的一个种多年生草本植物，為台灣特有物種。聚繖花序，花金黃，花期6至8月，結長橢圓形聚合果。